# Brumptomyia spinosipes
Brumptomyia spinosipes är en tvåvingeart som först beskrevs av Floch H., Abonnenc E. 1943.  Brumptomyia spinosipes ingår i släktet Brumptomyia och familjen fjärilsmyggor. Inga underarter finns listade i Catalogue of Life.